# 이소촌 (후쿠시마현)
이소촌(飯曽村)은 후쿠시마현 소마군에 있던 촌이다. 현재의 이타테촌 이이치, 히소, 나가노미, 와라비다이라, 우스이시, 니마바시, 스가야, 세키네, 마에다, 마쓰쓰카에 해당한다.

## 역사
- 1889년 4월 1일 - 정ㅊ노제 시행과 함께, 이치촌과 이소촌이 합병해 기타카타군 이소촌이 성립하였다. 이시바시촌과 조합촌을 형성하였다.
- 1896년 4월 1일 - 기타카타군과 우다군이 합병해 소마군이 성립하여, 소마군 이소촌이 되었다
- 1942년 4월 1일 - 이시바시촌을 편입하였다.
- 1956년 9월 30일 - 오타테촌과 합병해, 이타테촌이 되었다.

## 행정
- 역대촌장

이소 이시바시 조합촌장
| 대 | 성명       | 취임                     | 퇴임                      | 비고 |
| -- | ---------- | ------------------------ | ------------------------- | ---- |
| 1  | 門馬有造   | 明治22年（1889年）       |                           |      |
| 2  | 星利康     | 明治30年（1897年）       |                           |      |
| 3  | 池田維春   | 明治34年（1901年）       |                           |      |
| 4  | 甲斐清朗   | 明治36年（1903年）       |                           |      |
| 5  | 門馬有造   | 明治39年（1906年）       |                           | 재임 |
| 6  | 赤石沢八郎 | 大正8年（1919年）        |                           |      |
| 7  | 斎藤至範   | 大正12年（1923年）       |                           |      |
| 8  | 佐藤明充   | 昭和2年（1927年）        |                           |      |
| 9  | 宇佐美祐忠 | 昭和4年（1929年）        |                           |      |
| 10 | 今野確造   | 昭和8年（1932年）        |                           |      |
| 11 | 村田末治   | 昭和12年（1937年）       |                           |      |
| 12 | 今野確造   | 昭和15年（1940年）5月6日 | 昭和17年（1942年）3月31日 | 재임 |

이소촌장
| 대 | 성명     | 취임                      | 퇴임                      | 비고 |
| -- | -------- | ------------------------- | ------------------------- | ---- |
| 1  | 今野確造 | 昭和17年（1942年）4月1日  | 조합촌장으로부터 유임     |      |
| 2  | 星吉雄   | 昭和22年（1947年）4月10日 |                           |      |
| 3  | 今野確造 | 昭和29年（1954年）10月1日 | 昭和31年（1956年）9月29日 | 재임 |

### 인구
이시바시촌 합병이전
| 1920년 | 2,172명 |  |
| 1925년 | 2,334명 |  |
| 1930년 | 2,528명 |  |
| 1935년 | 2,781명 |  |
| 1940년 | 2,982명 |  |

이시바시촌 편입이후
| 1947년 | 4,882명 |  |
| 1950년 | 5,254명 |  |
| 1955년 | 5,575명 |  |

※국제조사로부터

## 참고문헌
- 『飯舘村史』第一巻（福島県相馬郡飯舘村、1979年）